# Кощиц, Константин Михайлович
Константин Михайлович Кошиц (10 декабря 1903 — 20 сентября 1959, Ленинград) — советский геолог, первооткрыватель Ковдорского железорудного (1933) и Енского апатитового (1934—1935) месторождений, лауреат Сталинской премии (1948).

## Биография
Окончил Ленинградский государственный университет (1930). Работал геологом, начальником партий по поиску и разведке месторождений мусковита, магнетитовых руд, совмещал производственную деятельность с преподавательской в Ленинградском университете. Открыл Ковдорское железорудное (1933) и Енское апатитовое (1934—1935) месторождения. Участник Великой Отечественной войны. В составе 104-й стрелковой дивизии принимал участие в обороне Заполярья на Кандалакшском направлении. Прошел путь от младшего лейтенанта до майора, заместителя начальника штаба артиллерии дивизии 19-й армии. С осени 1944 г. — начальник штаба артиллерии корпуса. После войны снова на преподавательской работе — зам. декана геологического ф-та ЛГУ. Лауреат Сталинской премии (1948).
Умер и похоронен в Ленинграде. Его именем названа улица в г. Ковдоре.